# Сибириада
«Сибириа́да» — советский цветной (со вставными чёрно-белыми фрагментами) четырёхсерийный эпический художественный фильм режиссёра Андрея Кончаловского. В 1979 году удостоен Гран-при Каннского кинофестиваля. Премьера фильма состоялась 10 января 1980 года.

## Сюжет
«Сибириада» включает четыре фильма. Первые два фильма разделены на две части.
Фильм повествует о судьбе двух сибирских семей — Соломиных и Устюжаниных, об их трёх поколениях в 1900—1920-е, 1930—1940-е и 1960-е годы. Действие фильма разворачивается в глухом сибирском селе Елань. В начале фильма показывается дореволюционное время и рассказывается о двух сверстниках: парне из бедной семьи — Устюжаниных и девушке из богатой семьи — Соломиных, которая, пользуясь положением своей семьи, всячески досаждает ему. Также рассказывается о том, как отец парня занят строительством бревенчатой дороги через лес. Когда парень и девушка повзрослели, они влюбляются. Их союзу препятствует семья девушки и вспыльчивость обоих, во время революции она объявляет, что выходит замуж за другого, самого бедного соседа, и её братья избивают Устюжанина-младшего за упрямство и бросают его на произвол судьбы плыть в лодке по течению. Однако девушка уходит от нового жениха и догоняет лодку бегом в стремлении связать свою жизнь с тем, кого любит по-настоящему.
Спустя несколько лет парень в качестве советского комиссара возвращается в родную деревню со своим сыном-подростком и сообщает о том, что его девушки уже давно нет на свете — она была убита белыми в революцию. Их сын-подросток, в свою очередь, затем становится мастером-бурильщиком и возвращается в деревню своего отца, чтобы продолжить поиск нефти на Чёртовой Гриве, куда прокладывал бревенчатую дорогу его дед.
Повторяющейся сценой на протяжении всего фильма является бег одного из героев от ворот деревни вниз к реке:
- Родион Климентов от жандармов (Афанасий. Начало века)
- Анастасия Соломина к лодке, в которой уносит Николая Устюжанина (Анастасия. Годы двадцатые)
- Юный Алёша Устюжанин (Николай, сын Афанасия. Годы тридцатые)
- Юноша Алексей Устюжанин бежит записываться на фронт (Тая. Годы сороковые)
- Взрослый Алексей Устюжанин бежит спасать товарищей во время взрыва нефтяной вышки (Филипп. Годы шестидесятые)

### Пролог
«Сибириада» начинается с флешфорварда — сцены возгорания и аварии на буровой, в которой гибнет один из главных героев — Алексей Устюжанин.

### Фильм первый
Афанасий. Начало века. Суть противостояния двух семей гораздо глубже, чем простое деление на «бедных» и «богатых». Примерно 1907 год. В первом фильме прослеживается предыстория обоих родов. Устюжанины, по словам малолетнего Коли, все такие: «что в голову втемяшится — колом не вышибешь». Его отец, Афанасий, бывший когда-то лучшим охотником, уже много лет подряд, в одиночку, «идя за ярчайшей звездой», рубит через тайгу никому не нужную дорогу. Вместо утонувшей матери в доме живёт молчаливая хантыйка, а сам Коля регулярно ворует продукты из склада, принадлежащего многолюдной семье Соломиных, которые всегда стремились жить основательно, а потому и зажиточно. Коля не видит в этом воровстве ничего плохого — тем более, что приводит в дом Родиона Климентова, беглого террориста-революционера, которого тоже нужно кормить. Сверстница Коли Настя Соломина, девочка сильная и смелая, с малолетства активно помогающая семье по хозяйству, несколько раз застаёт Колю с поличным, колотит его, а однажды даже заставляет голышом на морозе бегать по двору, согласившись потом отдать пельмени, и его одежду в этот момент она отдаёт цепному псу. Террорист Родион одержим идеей утопического социализма, и всегда носит с собой книгу Томмазо Кампанеллы «Город Солнца». Идеи Родиона производят сильное впечатление на Колю, знающего Родиона лишь с доброй, домашней стороны. Когда за Родионом приходит жандармская полиция и увозит его после неудачной попытки второго побега, у Коли остаётся острое ощущение несправедливости, а Родион наказывает ему верить, что когда-нибудь и в глухой Сибири построят «города Солнца». На прощание Родион дарит Коле свой амулет, сделанный из каторжной цепи, позже этот амулет перейдет к сыну Коли.
Также в первом фильме появляется таинственный лесной житель — Вечный Дед. Несмотря на то, что время действия эпопеи занимает около шестидесяти лет, Вечный Дед появляется в каждом фильме в одном и том же возрасте, а местные жители, представители разных поколений, всегда его узнают, даже если не видели его раньше никогда в жизни.
Анастасия. Годы двадцатые. Примерно 1918 год. Николай-Кольша стал видным, залихватским парнем, но по-прежнему не имеет никакого постоянного занятия, ничего толком не умеет, кроме небольшой помощи отцу, который до сих пор рубит свою дорогу через тайгу. Николай и Анастасия влюблены друг в друга. Анастасия, несмотря на то что Николай ей «не пара» и семья не одобряет их отношений, всё равно хочет быть с ним, а ему льстит любовь девушки, но он не может забыть её происхождения. Когда Анастасия приходит к Николаю в лес, намереваясь отдаться ему, и между делом говорит, что пришла весть о революции, тот сразу теряет к ней интерес и подзадоривает её, возбуждённо заявляя: «Теперь мы вас к ногтю прижмём!». Анастасия обижается и в отместку решает выйти замуж за своего дальнего родственника, Филиппа Соломина. Филипп, серьёзный, работящий парень, вроде и рад этому, но понимает, что Анастасия его не любит. В итоге Николай, встав в картинной позе на колени возле её дома, начинает кричать и угрожать, после чего её родственники Анастасии оттаскивают его на берег реки, избивают и выгоняют его из Елани, бросив в лодку и пустив её по течению. В тот же день, заснув на муравейнике в лесу, умирает Афанасий Устюжанин. Рано утром Анастасия, поняв, что не хочет жить без Николая, уходит из дома, догоняет по берегу лодку и уплывает вместе с ним.

### Фильм второй
Николай, сын Афанасия. Годы тридцатые. 1932 год. Николай, вместе с Анастасией успешно добравшийся до населённой части страны, стал большевиком-красноармейцем, воевал с белыми казаками (при этом погибла Анастасия), и теперь приезжает из центра для освоения полезных ископаемых Сибири. С собой Николай привёз сына Алёшу, который тоже успел проникнуться «партийным» духом. Тем временем выясняется, что Филипп Соломин, после неудачи с Анастасией тоже уехавший из села, поступил на учёбу в академию и женился. Николай, будучи авторитетным представителем партии, собирает сельчан на собрание, где в «добровольно-принудительном» порядке предлагает им продолжить строительство дороги, которое начал его отец, чтобы по ней везти в тайгу импортные буровые станки. Сельчане вначале отказываются из-за того, что дорога ведёт на Чёртову Гриву, «плохое место на болотах», но тут Ерофей, старший из Соломиных и глава этого рода, неожиданно первым соглашается участвовать. Его примеру следуют остальные. Отказывается только брат Анастасии Спиридон Соломин, не простивший Николаю гибель сестры и являющийся поэтому противником советской власти. Николай арестовывает его и отправляет в город на лодке. Сельчане строят дорогу в очень тяжёлых условиях, пробираясь через болота и топи и с каждым проходом всё больше опасаются Чёртовой Гривы, и Николай с сыном, чтобы показать пример, отправляются туда. Из-за перенапряжения на рубке просеки умирает глава рода Соломиных Ерофей. Николай с сыном идут к «плохому месту на болотах» и обнаруживают на Чёртовой Гриве прямой выход на поверхность  природного газа, при этом едва не погибают при его возгорании. На следующий день Спиридон, сбежав из-под ареста, убивает Николая. Теперь уже Алёша, ставший свидетелем этого убийства и потрясённый этим, бежит из села на лодке, поклявшись отомстить Спиридону.
Тая. Годы сороковые. 1941 год. Накануне Великой Отечественной войны повзрослевший Алексей, убежав из детдома, с трудом добирается до Елани, чтобы найти Спиридона и расправиться с ним за убийство отца. Его, истощённого и в бессознательном состоянии находит юная Тая Соломина. Вечный Дед выхаживает Алексея. От Вечного Деда Алексей узнаёт, что Спиридон сидит шестой год за убийство отца Алексея, Николая. Алексей изображает перед Таей искушённого городского парня и Тая, неиспорченная девушка, сразу влюбляется в него. Между тем идёт мобилизация. В Елань приезжает военком, и несовершеннолетний романтически настроенный Алексей записывается добровольцем в армию. На Чёртовой Гриве уже восемь месяцев работают бурильщики, начальник буровой бригады Гурьев убежден что они вот-вот доберутся до нефти, но военком не даёт им даже трёх дней, чтобы закончить работу, забирая всех в призывную команду. Алексей, чтобы подразнить Таю, спрашивает, будет ли она его ждать. Плачущая Тая прощается с ним и говорит, что будет ждать его всю жизнь.

### Фильм третий
Алексей, сын Николая. Годы шестидесятые. В прологе показана сцена военных лет, когда Алексей Устюжанин, солдат войсковой разведки морской пехоты, спасает от гибели капитана второго ранга, члена Военного совета, не зная, что это Филипп Соломин, и получает за это орден. После окончания войны, получив множество боевых наград, Алексей становится мастером-бурильщиком, много лет ездит и работает по стране, потом вспоминает, что в его родной деревне пытались найти нефть, но помешала война. Алексею удаётся уговорить своего начальника, геолога из Азербайджана Тофика Рустамова, добиться в верхах разрешения продолжить бурение в Сибири. Бригада приезжает в Елань. На дворе примерно 1962 год. Устюжанин встречает постаревшего Спиридона, который успел повоевать в штрафбате, «искупив вину кровью», и даже получить медаль «За отвагу», но показывает своим видом, что не собирается квитаться за убийство отца, он даже в чём-то рад ему, как родственнику, — вместо этого он с товарищами поставят буровую установку, снесут Елань и построят на этом же месте Город Солнца. Тофик, обещавший Алексею, что они будут бурить нефть на Чёртовой Гриве, на самом деле должен ставить буровую в другом месте, прямо рядом с Еланью, по директиве из Москвы. Алексей, за многие годы забывший Таю, встречает её снова. Тая приходит к Алексею, и между ними случается связь, но ветреный Алексей относится к этому подчёркнуто небрежно и после этого не встречается с ней два месяца, занятый работой на буровой. Когда же он решает навестить Таю, выясняется, что у неё в доме живёт Тофик, из-за чего между мужчинами возникает конфликт. Взбешённый таким поворотом событий Алексей допускает ошибку во время работы на буровой, в результате в скважину проваливается бурильная труба.

### Фильм четвёртый
Филипп. Годы шестидесятые. Филипп, занимающий должность первого секретаря обкома, безуспешно пытается противостоять строительству в области самой мощной в мире ГЭС, так как её строительство приведёт к затоплению обширной площади земель области, включая его родное село Елань. Но вопрос о строительстве уже решён, в Москве лелеют мечту о создании «крупнейшего в мире рукотворного моря», спасти ситуацию может только обнаружение в области залежей нефти, организацию сложнейшего поиска которой ведет постаревший геолог-изыскатель Гурьев. В ходе инспекционной поездки, пролетая на вертолёте над Еланью, Филипп просит высадить его и забрать на обратном пути, чтобы он мог пообщаться с сельчанами. В селе Филипп встречает Алексея, но поначалу они не узнают друг друга; Филипп воспринимает его лишь как сына когда-то знакомого ему Николая, Алексей же воспринимает Филиппа лишь как «большого босса». В конце концов Алексей, поругавшись с Тофиком, решает уехать и зовёт с собой Таю. Она сообщает ему, что беременна, и отказывается уезжать. Выйдя из дома, Алексей слышит шумы со стороны буровой. Он бежит туда и видит, как над скважиной поднимается мощный фонтан нефти. В этот момент фонтан вспыхивает и происходит авария. Упавшая из-за сгоревших тросов вышка накрывает одного из рабочих — Саню. Алексей кидается на помощь товарищу, успевает завести кран и поднять вышку, спасает его, но сам при этом погибает из-за взрыва крана (этой сценой и начинается фильм). Позже в Москве Филипп, получив телеграмму от геолога Гурьева, узнаёт из неё о нахождении нефти и газа, а также о гибели Устюжанина Алексея Николаевича в аварии. В эту минуту он вспоминает Алексея, сына Николая, солдата, спасшего ему жизнь во время войны. На съезде нефтяников, посвящённом строительству ГЭС, вопросу Сибири и поиску в ней месторождений нефти и газа, Филипп сообщает о том, что там найдены большие запасы нефти и что в возникшей аварии погиб человек, фронтовик и рабочий, Алексей Устюжанин. Он просит всех почтить память погибшего минутой молчания.
В финале фильма Спиридон узнаёт от Таи о том, что род Устюжаниных ещё не закончен, так как она ждёт ребёнка от Алексея. Так два рода, много лет противостоявших друг другу, наконец-то сошлись вместе. На фоне пожара и разрушения Еланевского кладбища происходит встреча вновь приехавшего туда Филиппа со всеми жившими и умершими героями фильма, его родными и друзьями, которые всё равно живы в его памяти. Также в финале показаны судьбы людей и большие советские стройки: строительство ГЭС, нефтеперерабатывающих заводов и сухогрузных кораблей, первый «КАМАЗ» и т.д.

## В ролях
| Актёр                   | Роль                                                                        |
| ----------------------- | --------------------------------------------------------------------------- |
| Владимир Самойлов       | Афанасий Устюжанин                                                          |
| Виталий Соломин         | Николай (Кольша) Устюжанин, сын Афанасия                                    |
| Михаил Бабуров          | Коля Устюжанин в детстве                                                    |
| Никита Михалков         | Алексей (Алёша) Устюжанин, сын Николая и Анастасии                          |
| Владимир Левитан        | Алёша Устюжанин в детстве                                                   |
| Евгений Леонов-Гладышев | Алексей Устюжанин в 1940-е годы                                             |
| Евгений Перов           | Ерофей Павлович Соломин                                                     |
| Наталья Андрейченко     | Анастасия Соломина, дочь Ерофея                                             |
| Ярослава Хлопова        | Настя Соломина в детстве                                                    |
| Сергей Шакуров          | Спиридон Соломин, сын Ерофея                                                |
| Алексий Тюркин          | Спирька Соломин в детстве                                                   |
| Александр Потапов       | Пётр Соломин, сын Ерофея                                                    |
| Леонид Плешаков         | Василий Соломин, сын Ерофея                                                 |
| Людмила Гурченко        | Таисия (Тая) Соломина, дочь Петра                                           |
| Елена Коренева          | Тая Соломина в 1940-е годы                                                  |
| Николай Скоробогатов    | Ермолай Соломин, дальний родственник Ерофея                                 |
| Игорь Охлупин           | Филипп Соломин, сын Ермолая                                                 |
| Павел Кадочников        | Вечный Дед                                                                  |
| Михаил Кононов          | Родион Игнатьевич Климентов, беглый революционер (озвучил Виктор Проскурин) |
| Георгий Штиль           | Фрол, одноногий красноармеец-агитатор                                       |
| Геннадий Юхтин          | Прокопий, житель Елани                                                      |

| Актёр                      | Роль                                                                       |
| -------------------------- | -------------------------------------------------------------------------- |
| Константин Григорьев       | Гурьев, геолог-изыскатель                                                  |
| Руслан Микаберидзе         | Тофик Закирович Рустамов, геолог из Азербайджана, друг и начальник Алексея |
| Александр Панкратов-Чёрный | Саня, бурильщик                                                            |
| Анатолий Смыков            | Ваня, бурильщик                                                            |
| Аскольд Лясота             | Пётр, бурильщик                                                            |
| Виталий Леонов             | Степан, бурильщик                                                          |
| Наталья Назарова           | сноха Соломиных                                                            |
| Валентина Березуцкая       | Дарья Соломина, жена Ерофея                                                |
| Анна-Мария Гравер          | Манька, приёмная дочь Афанасия                                             |
| Максим Мунзук              | Федька-«Самоед», хант, владелец соболиных шкур                             |
| Всеволод Ларионов          | Фёдор Николаевич, чиновник из Москвы, друг и однополчанин Филиппа          |
| Иван Дмитриев              | Блинов, чиновник                                                           |
| Сергей Полежаев            | Чадрин, чиновник                                                           |
| Роман Филиппов             | Чернохвостиков, чиновник                                                   |
| Николай Бармин             | ликвидатор аварии                                                          |
| Александр Январёв          | Софрон Мартынович, вахмистр                                                |
| Александр Адабашьян        | продавец ювелирных украшений                                               |
| Дмитрий Бузылёв            | Митя, цыган                                                                |
| Александр Яковлев          | военком                                                                    |
| Валентина Ананьина         | жительница Елани                                                           |
| Артём Михалков             | Артюша Соломин, маленький сын Спиридона                                    |
| Ирина Купченко             | родственница Соломиных                                                     |
| Михаил Чигарёв             | жандарм                                                                    |

## Съёмочная группа
- Режиссёр: Андрей Кончаловский
- Авторы сценария: Валентин Ежов, Андрей Кончаловский
- Оператор: Леван Пааташвили
- Режиссёр-сопостановщик: Леонид Эйдлин
- Режиссёр хроникальных сюжетов: Артавазд (Артур) Пелешян
- Художники: Александр Адабашьян, Николай Двигубский
- Композитор: Эдуард Артемьев
- Вокал: Эдуард Лабковский, Дмитрий Бузылёв, Светлана Степченко
- Директор картины: Эрнст Вайсберг

## История создания
Фильм «Сибириада» поначалу был типичным госзаказом. В 1974 году Михалкова-Кончаловского вызвал к себе председатель Госкино СССР Филипп Ермаш и предложил поставить фильм к очередному съезду КПСС о жизни нефтяников. Режиссёр согласился, и съёмки начались. По мере работы над картиной производственно-индустриальная тема отошла на второй план, и создателей больше заинтересовали темы столкновения людских поколений и судеб. Режиссёр называет жанр картины «поэма в шести сказах». В 1975 году в статье «В поиске» («Искусство кино» № 9) режиссёр писал, что собирается в конце года приступить к съёмкам двухсерийной картины под названием «Материк гигантов»: «В рубриках темплана Госкино СССР значится, что она о сибирской нефти, о рабочих нефтяниках. Но такое определение сразу ставит узкие тематические границы, и чтобы у моего собеседника не сложилось превратное впечатление о картине, я сразу спешу добавить, что в ней будет много любви». Фильм задумывался как повествование о русском народе, о его простых представителях. При этом задуманный фильм отличало жанровое своеобразие: в нём должно «быть много драматических, даже трагедийных коллизий, и много юмора, смеха».
В основу «нефтяной» линии фильма легла многолетняя борьба Героя Социалистического Труда Фармана Салманова за поиск нефти в Тюменской области в конце 1950-х годов.
Фильм был снят в производственном формате «УФК» на киноплёнке фирмы «Kodak». В то время она закупалась за валюту за границей и выдавалась только избранным режиссёрам.
Съёмки фильма велись в окрестностях Томска, возле деревни Нагорный Иштан, затем фильм доснимался в Тверской области. Тверские деревни, в частности Савинские Горки Торжокского района, изображали в фильме дореволюционную и советскую Сибирь. Сцену пожара снимали на нефтяном полигоне в Татарстане — нефтяники выделили съемочной группе одну вышку, предупредив, что если сцену не получится снять с первого раза, то вторую вышку им не дадут.

### Реставрация
В 2006 году компанией «Крупный план» проведена реставрация позитива плёнки и звука. Восстановлена была лишь укороченная версия фильма длиной 200 минут и издана в формате DVD9.
В 2016 году к фестивалю российского кино в Париже было проведено ещё одно восстановление плёнки расширенной версии фильма самим автором. Для создания восстановленной копии было проведено сканирование уже негатива, а также произведена реставрация изображения и звука. Телевизионная премьера этой версии фильма, приуроченная к 85-летию Андрея Кончаловского, состоялась в ночь с 15 на 16 августа 2022 года на телеканале «Россия-1».

## Музыка для фильма
Перед началом съёмок картины Кончаловский дал послушать Эдуарду Артемьеву привезённую из-за границы пластинку пионера электронной музыки Вангелиса, заявив: «Мне нужна такая музыка».
После выхода «Сибириады» (фр. Siberiade) появилась одноимённая виниловая пластинка с музыкой из кинофильма; туда вошли как инструментальные композиции Эдуарда Артемьева, так и исполняемые в фильме цыганские песни, а также русская народная песня «Красота ли моя». Пластинка выпущена французской компанией «Le Chant du Monde» в 1979 году.

### Список композиций
Сторона А (Side A)
1. Ma beauté a fleuri trop tôt — Красота ли моя (Моя красота расцвела слишком рано)
2. Le soleil — Солнышко
3. Les yeux émeraude — Твои глаза зелёные
4. La chanson des tziganes de Sibérie — Песня цыган Сибири
5. Le long chemin — Длинная дорога
6. Dimitri — Дмитрий
7. Révélation — Откровение

Сторона B (Side B)
1. Le feu — Огонь
2. Le vent de l’espoir (char à voile) — Ветер надежды
3. Le tourbillon de l’histoire — Вихрь истории
4. Les balançoires — Качели
5. La mort du héros — Смерть героя

Участники записи
- Д. Бузылёв, пение
- С. Степченко, пение (1)
- Оркестр Госкино СССР, дирижёр: Юрий Серебряков (7)
- Звукооператоры: В. Бабушкин, Ю. Богданов
- Группа «Бумеранг» (Ю. Богданов: гитара, синтезатор; С. Богданов: ударные; А. Загиров: бас-гитара; Э. Артемьев: синтезатор)

Основная музыкальная тема из фильма («Смерть героя», другое название «Поход») используется в качестве музыкальной заставки Московского международного кинофестиваля. Мелодия также была использована дуэтом ППК и, будучи выпущенной в Европе как сингл «ResuRection» («Воскрешение»), заняла в 2001 году третье место в британских чартах. Это был первый подобный успех российских музыкантов на западном рынке поп-музыки. Также тема «Смерть героя» была использована в песне «Black Cold Nights» греческой Gothic/Doom группы On Thorns I Lay на их альбоме «Angeldust» (2001).

## Каннский кинофестиваль
Представлять ленту на Каннском кинофестивале 1979 года поехали режиссёр Андрей Кончаловский и исполнители главных ролей: Никита Михалков, Людмила Гурченко и Наталья Андрейченко. В основной конкурсной программе была показана 3,5-часовая, сокращённая версия «Сибириады». Кончаловский настоял, чтобы между первой и второй частями картины был сделан пятиминутный антракт, так как он опасался, что зрители не выдержат смотреть фильм без перерыва. Позже Людмила Гурченко вспоминала: «Этого перерыва мы боялись. А вдруг уйдут и не придут? Эти пять минут казались вечностью. Мы смотрели на пустые кресла, боялись взглянуть друг другу в лицо. Все думали об одном и том же». Однако после антракта зрители вернулись, и ещё до конца фильма в зале начались аплодисменты, перешедшие к финалу в бурные овации.
Председатель жюри фестиваля Франсуаза Саган в беседе с Кончаловским сообщила, что подала заявление о выходе из состава жюри, если «Сибириада» не поделит Золотую пальмовую ветвь — главную награду фестиваля — с фильмом «Апокалипсис сегодня» Копполы. Тем не менее скандал сумели замять, и приз поделили ленты «Апокалипсис сегодня» и «Жестяной барабан», а «Сибириада» получила вторую по значимости награду. Основным мотивом остальных членов жюри, которые уговаривали Саган, было то, что не следует делить приз между двумя сверхдержавами. Известно, что во время фестиваля Коппола, успевший посмотреть «Сибириаду», пригласил Кончаловского на свою стоящую в заливе яхту и сообщил, что не против поделить с ним главный приз киносмотра. По словам Кончаловского, «разговор был такой, будто встретились Громыко и Киссинджер, две державы».
Кроме того, российский киновед Кирилл Разлогов отмечает, что задача официальной советской делегации и члена жюри фестиваля поэта Роберта Рождественского на киносмотре состояла в том, чтобы Кончаловский, у которого к тому времени сложились непростые отношения с советской властью, не получил персональный Приз за лучшую режиссуру, но удостоился бы Гран-при, что означало бы успех советской кинематографии в целом.

## Восприятие
Американский кинокритик Дэйв Кер (The New York Times) назвал фильм «своего рода славянским вариантом „Унесённых ветром“, снятым под мистическим влиянием русского кинопровидца Андрея Тарковского» (сам Тарковский всерьёз не воспринимал «Сибириаду»).

## Документалистика
- Документальный фильм. Автор и ведущий: Александр Казакевич. Продюсер: Дмитрий Менделеев. ООО «Студия «Неофит» по заказу ГТРК «Культура». 2016 г (27 августа 2017). Сибириада. Чёрное золото эпохи соцреализма. Россия-Культура. {{cite episode}}: |series= пропущен или пуст (справка); Внешняя ссылка в |credits= (справка)

### Критика
- 'Siberiade' winner of Cannes Prize обзор и критика фильма, Винсент Кэнби / New York Times (англ.)
- Siberiade обзор и критика фильма, Ed Gonzalvez / Slant (англ.)
- Правда поэзии / Александр Фёдоров